# Mohammedia

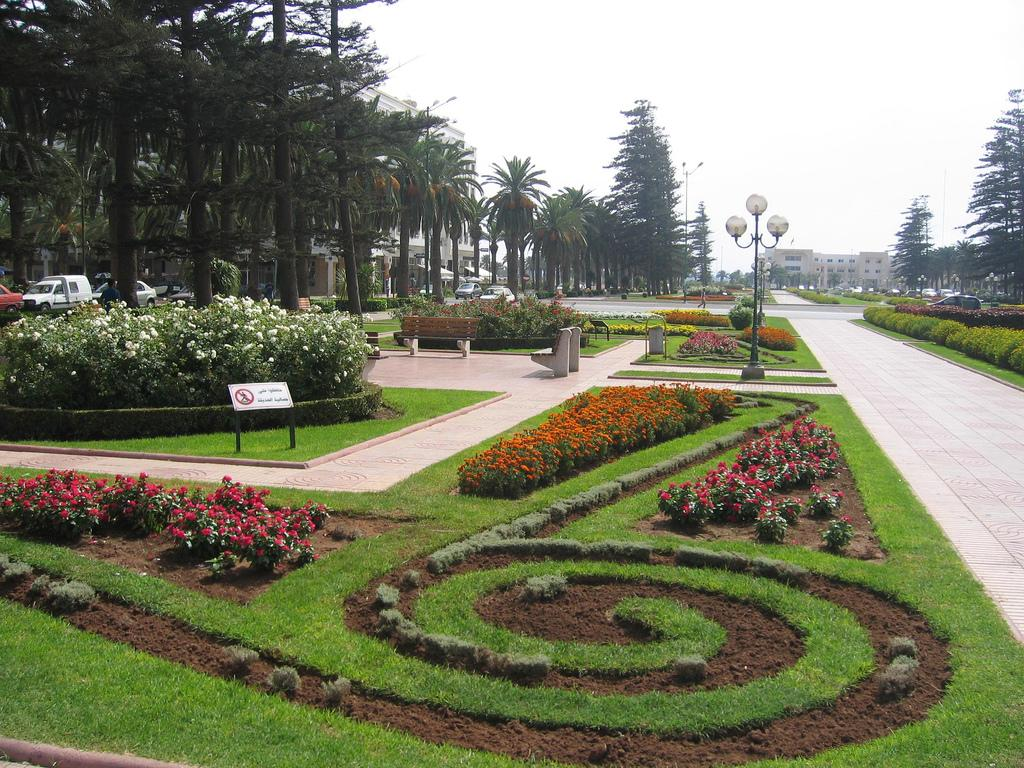
Parc

Mohammedia este un oraș din Maroc.